# Volkswagen Futura

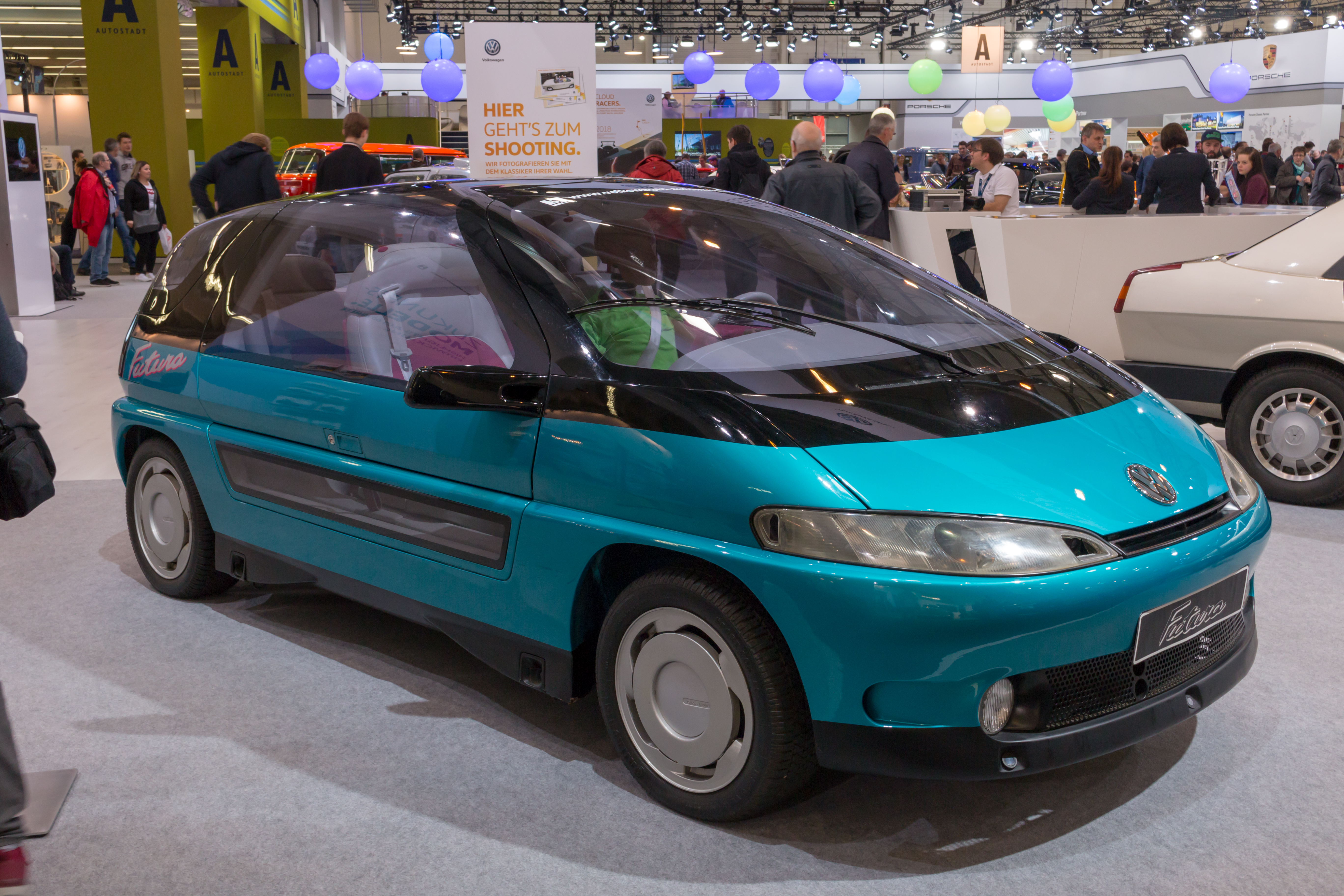

O Volkswagen Futura é um veículo conceitual da Volkswagen, apresentado em 1989.
O carro possui motor de 1715 cm³ e potência de 60 kW (82 cv). O motor possui injeção direta e sistema de resfriamento evaporativo, uma forma inovadora de resfriamento que não requer uma bomba de líquido ou um ventilador. Para reduzir o ruído do motor no habitáculo, a Futura tinha isolamento acústico ativo com anti-ruído. Sua transmissão é automática de 4 velocidades.
Entre os acessórios, possui assistência automática de estacionamento, com sensores infravermelhos na parte dianteira e traseira, o que tornava possível estacionar sem assistência do motorista. Graças à direção individual de 4 rodas, também pode ser executado transversalmente. O veículo também é equipado com portas do tipo "asas de gaivota". 
Ao ser apresentado no Brasil, o conceito utilizou as rodas de outro veículo conceito da Volkswagen, o Orbit. Essas rodas (conhecidas por Orbital) acabaram por virar febre entre os entusiastas da marca entre os anos 90 e 2000.